# Koninkrijk Bourgondië (533-843)

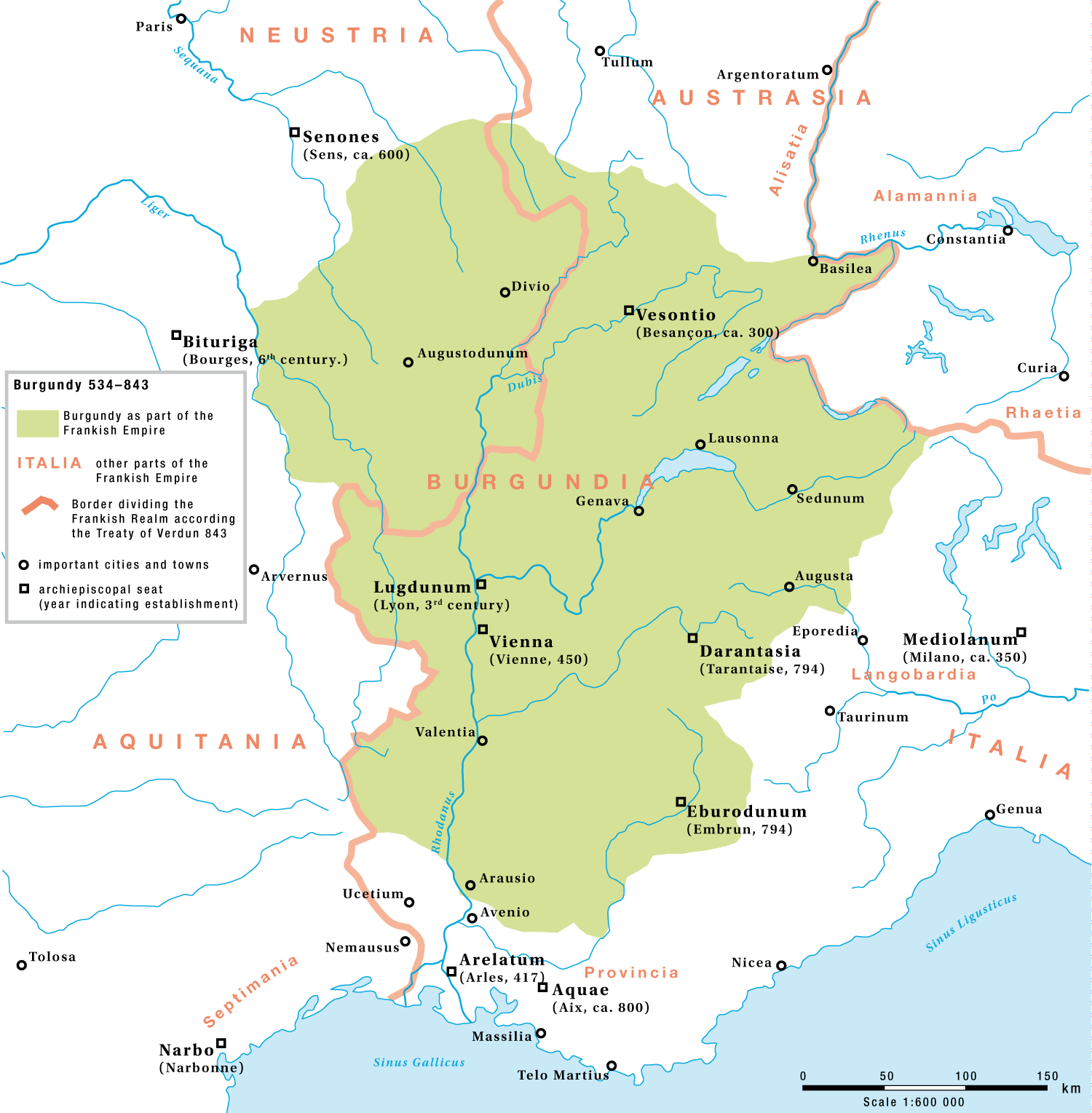
Het voormalige Bourgondische Koninkrijk binnen het Frankische Rijk bij de deling in 843

Bourgondië was vanaf 534 tot in de achtste eeuw een onderkoninkrijk binnen het grote Frankische Rijk. In de achtste eeuw verloor het zijn autonomie binnen het Frankische Rijk.

## Ontstaan
In 534 veroverde het Frankische Rijk na drie veldslagen (onder leiding van Chlotarius I en Childebert I, twee zoons van Clovis) het koninkrijk der Bourgondiërs van koning Gundomar II. "Bourgondië" werd een deel van het Frankische Rijk, maar behield zijn aparte status. De wetten van het land bleven van kracht, maar er kwam een Merovingische koning aan het hoofd en Bourgondië maakte deel uit van het Frankische Rijk. Na de annexatie verwaterde het onderscheid tussen Franken en Bourgondiërs en assimileerden beide volken geleidelijk in de omringende Latijnssprekende Gallo-Romeinse bevolking.

## Geografie
Bourgondië als deel van het Frankische Rijk werd begrensd door de westelijke Alpen, de bovenloop van de Aar, de Vogezen, de samenvloeiing van Aube en Seine, de heuvels van Brie, de Beaucevallei, de Loire van Blois tot Velay. Ook de Provence hoorde toen tot Bourgondië.

## Geschiedenis

### Rijk binnen het rijk
Na de dood van Chlotarius I in 561 heersten er tot 613 drie zelfstandige Merovingische koningen over het koninkrijk Bourgondië: Gontram (561-592), Childebert II (593-596) en Theuderik II (596-613). Zij resideerden in Orléans (Aurelianum), een mark die aan het (deel)rijk was toegevoegd. In 592 annexeerde koning Childebert II van Austrasië het koninkrijk Bourgondië nadat zijn oom Gunthram was overleden.
Na de dood van Theuderik in 613 ging Bourgondië in naam opnieuw op in het Frankische Rijk, maar feitelijk volgde hierop een eeuw van anarchie. In 614 vaardigde koning Chlotharius II in Parijs het Edictum Chlotharii uit waarbij de Frankische deelkoninkrijken (Austrasië, Neustrië en Bourgondië) een vorm van onafhankelijkheid kregen binnen het Frankische Rijk.

### Centralisatie
In 733-736 vestigde de Austrasische hofmeier Karel Martel opnieuw het centrale Frankische gezag waardoor het "koninkrijk Bourgondië" zijn autonome positie binnen het Frankische Rijk verloor. Onder Karel de Grote zou de centralisatie nog verder doorzetten en Bourgondië werd louter een "streek" binnen het grote Frankische Rijk.

## Nadien: Frankische delingen
Het Verdrag van Verdun van 843 verdeelt het Frankische Rijk in drie delen. Hierbij werd het voormalige Bourgondië verdeeld tussen West-Francië en Midden-Francië. De grens kwam bij de Saône te liggen. Het noordwestelijke deel van het voormalige Bourgondië lag nu in West-Francië en zou evolueren tot het latere hertogdom Bourgondië, ongeveer waar tegenwoordig de regio Bourgogne zich bevindt. Het centrale, oostelijke en zuidelijke deel van het voormalige Bourgondië werd een deel van het Middenrijk.
Het Middenrijk zou in 855 nogmaals verdeeld worden. Hierop werd de naam koninkrijk Bourgondië opnieuw van onder het stof gehaald voor het koninkrijk van Karel van Provence (later Neder-Bourgondië). Enkele jaren later, in 888, werd een tweede koninkrijk Bourgondië (her)sticht uit de restanten van het Middenrijk: het koninkrijk Opper-Bourgondië. Opper- en  Neder-Bourgondië gingen in 933 op in het eengemaakte (maar zwakke) koninkrijk der Twee Bourgondiën dat in 1033 deel werd van het Heilige Roomse Rijk.